# Operazione White
L'operazione White fu un tentativo da parte inglese di inviare come rinforzo alla guarnigione di Malta 14 caccia: 12 Hurricane e 2 Skua, decollati dalla vecchia portaerei HMS Argus il 17 novembre 1940, che da Gibilterra li portava entro il loro raggio d'azione, altrimenti Malta sarebbe stata irraggiungibile. Era la terza delle tante missioni Club Run svolte, dal 1940 al 1943, dalla Forza H di Gibilterra, detta informalmente "The Club" in quanto era considerata come il gruppo di unità più efficienti della Royal Navy. Club Run indicava quindi le "corse" svolte da "The Club" nel Mediterraneo Occidentale per avvicinare a Malta i caccia.

La presenza della flotta italiana in area fornì un efficace disturbo alle operazioni, ed i caccia furono costretti a decollare prematuramente. Per mancanza di carburante, solo cinque aerei raggiunsero Malta.

## L'azione

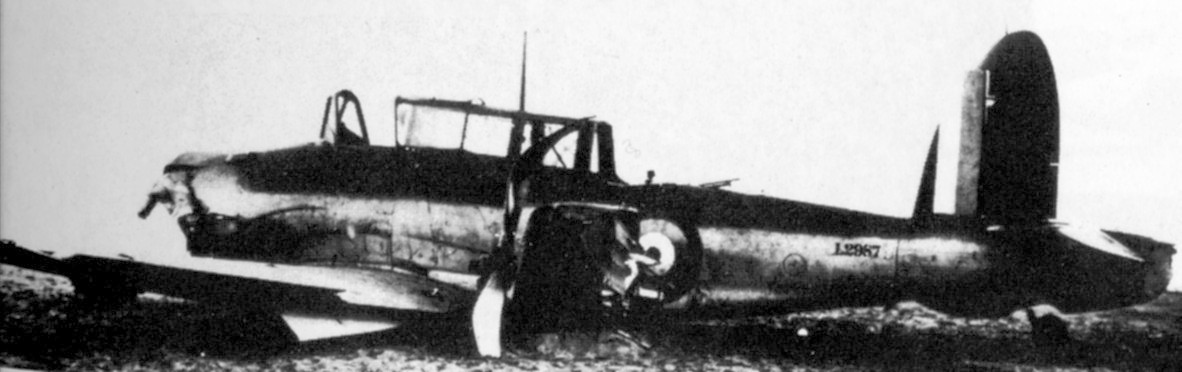
Il Blackburn Skua matricola L 2987 dopo l'atterraggio di emergenza compiuto il 17 Novembre 1940 in Sicilia

La forza inglese era composta, oltre che dalla Argus, dall'altra portaerei di squadra Ark Royal, l'incrociatore da battaglia Renown, gli incrociatori Sheffield e Despatch, e 7 cacciatorpediniere. La squadra da battaglia italiana, composta dalle corazzate Vittorio Veneto e Giulio Cesare, da due incrociatori pesanti ed alcuni cacciatorpediniere, incrociava a 35 miglia a sud della Sardegna.
Gli aerei vennero lanciati in due ondate, ma persero un terzo della riserva di autonomia (45 minuti) per mettersi in formazione dopo il decollo, col risultato che, tranne due Hurricane, arrivarono in ritardo a contatto visivo con l'idrovolante Short Sunderland che doveva guidarli. La seconda ondata non poté disporre di guida poiché il Sunderland non poté decollare, e andò interamente persa; uno Skua, con la radio ricevente rotta, essendo rimasto quasi senza carburante atterrò sulla spiaggia dell'Isola delle Correnti, a Portopalo (SR) in Sicilia dopo essere stato fatto segno di colpi della contraerea, e l'equipaggio fu fatto prigioniero; tutti gli altri piloti di Hurricane furono dispersi.

## Conseguenze
L'azione diede luogo ad aspre critiche e l'ammiraglio Cunningham la definì «uno spaventoso fallimento»; la commissione d'inchiesta, istituita in seguito, assolse l'equipaggio dello Skua.